# St. Bonifatius (Artern)

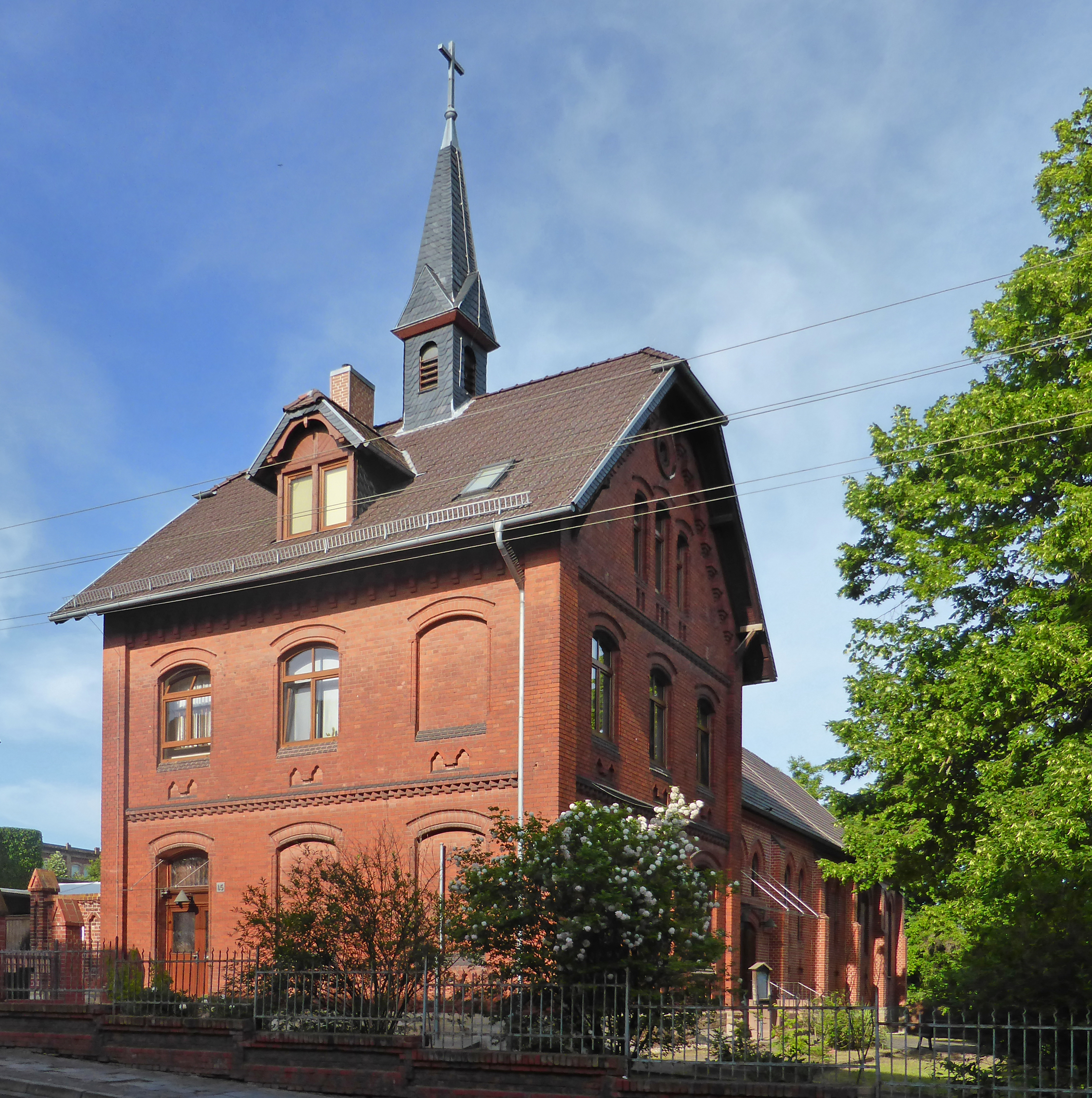
Pfarrhaus mit St.-Bonifatius-Kirche

Die denkmalgeschützte römisch-katholische Filialkirche St. Bonifatius in Artern im thüringischen Kyffhäuserkreis ist Filialkirche der Pfarrei St. Franziskus Sömmerda im Dekanat Nordhausen des Bistums Erfurt. Sie trägt das Patrozinium des heiligen Bonifatius.

## Lage
Die Kirche steht im Osten von Artern auf dem Grundstück An der Promenade 15, an der Ecke zur Gustav-Adolf-Straße, rund 300 Meter von der Unstrut entfernt.

## Geschichte
Durch die Reformation wurden um 1540 die damals zum Archidiakonat Jechaburg des Erzbistums Mainz gehörende Bevölkerung und die Marienkirche von Artern lutherisch.
Im Zuge der Industrialisierung stieg die Einwohnerzahl von Artern in der zweiten Hälfte des 19. Jahrhunderts erheblich an. Gegen Ende des 19. Jahrhunderts war die Zahl der Katholiken so groß geworden, dass ab dem 12. Juni 1892 wieder katholische Gottesdienste, zunächst im Saal der Gaststätte Künzer stattfanden. Die Gemeinde gehörte damals zur Pfarrei Herz-Jesu Sangerhausen. In den 1890er Jahren gab es Bestrebungen der Pfarrei, die seit der Reformation kaum noch kirchlich genutzte Kirche St. Veits in Artern zu kaufen, dies scheiterte aufgrund der Öffentlichen Meinung und aus Kostengründen. Stattdessen erfolge am 12. Juli 1903 durch Pfarrer Robert Heddergott aus Sangerhausen die Grundsteinlegung für das Missionshaus und die neue Kirche St. Bonifatius. Bereits am 13. Oktober 1903, nach anderer Quelle erst am 19. Oktober 1903, folgte durch Dechant Johannes Schulte aus der Pfarrei St. Elisabeth Weißenfels die Benediktion der Kirche. Die Glockenweihe fand am 13. Dezember 1903 statt.
Am 1. Juni 1904 wurde Franz Vogt zum Vikar von Artern ernannt. Zum Seelsorgebezirk der Filialvikarie Artern gehörten 23 bisher in der Pfarrei Sömmerda gelegene Ortschaften, dazu kamen einzelne Orte aus den Pfarreien St. Gertrud Eisleben, St. Peter und Paul, Naumburg, Herz-Jesu Sangerhausen und St. Elisabeth Sondershausen. Ab 1904 wurde mit der Führung von Kirchenbüchern begonnen.
Durch die Flucht und Vertreibung Deutscher aus Mittel- und Osteuropa nach dem Zweiten Weltkrieg war die Zahl der Katholiken in Artern und den umliegenden Orten so stark angestiegen, dass die Filialvikarie Artern am 1. Oktober 1948 zur Filialkirchengemeinde erhoben wurde. 1953 kam es in Roßleben zur Gründung einer Tochtergemeinde. 1953 wurde St. Bonifatius durch einen Anbau erweitert, der am 4. Oktober 1953 eingeweiht wurde.
Am 1. Oktober 1962 erfolgte die Erhebung der Filialkirchengemeinde Artern zur selbstständigen Pfarrei, da die Kirchengemeinde inzwischen auf die dafür erforderliche Größe angewachsen war. Ihr erster Pfarrer wurde Johannes Düchting, der seit 1955 in Artern tätig war. 1988 feierte Bischof Clemens Pickel seine Primiz in St. Bonifatius, seine Eltern wohnten damals im Arterner Pfarrhaus.
Nach der Wiedervereinigung wurden die kirchlichen Strukturen geändert. Am 8. Juli 1994 entstand aus dem Erzbischöflichen Kommissariat Magdeburg des Erzbistums Paderborn, zu dem die Pfarrei gehörte, das Bistum Magdeburg. Die Pfarrei wurde aufgrund ihrer Lage in Thüringen allerdings nicht zum Bistum Magdeburg, sondern zum gleichzeitig neugegründeten Bistum Erfurt zu geordnet.
In den 1990er Jahren erfolgte eine umfangreiche Außen- und Innenrenovierung der der Kirche. Unter anderem wurde das Dach neu eingedeckt, und im Inneren der Dachstuhl freigelegt und der Fußboden erneuert.
Am 1. Juli 2012 wurde die Pfarrei Artern im Zuge einer Strukturreform des Bistums Erfurt aufgelöst und der Pfarrei Sömmerda als Filialgemeinde angeschlossen.

## Architektur
Die geostete Kirche wurde im Rechten Winkel an das Pfarrhaus angebaut, dessen Dach einen Dachreiter trägt.
In dieser Bauform entstanden, überwiegend gegen Anfang des 20. Jahrhunderts, auch andere Kirchen wie zum Beispiel Herz Jesu (Atzendorf), St. Norbert (Calbe) und viele weitere.
Das aus rotem Backstein erbaute Kirchenschiff ist mit einem Satteldach eingedeckt und wird durch ein Portal an der Südseite erschlossen. Die Sakristei ist an der Nordostecke des Kirchenschiffes angebaut.

## Ausstattung
Das schlichte Kircheninnere wird durch den historischen Hochaltar dominiert, vor dem ein moderner Volksaltar steht. Der Kreuzweg hängt an den Seitenwänden, der Beichtstuhl steht unter der Orgelempore.

## Orgel
Die Orgel wurde um 1910 von Julius Strobel & Söhne erbaut.